# Jenna Nighswonger
Jenna Nighswonger (Huntington Beach, 28 november 2000) is een voetbalspeelster uit de Verenigde Staten. Ze speelt als verdediger voor Arsenal WFC in de FA Women's Super League.

## Clubcarrière
Nighswonger kwam in haar jeugdjaren uit voor Slammers FC, alvorens ze in 2019 uitkwam voor United Women's Soccer club LA Galaxy OC uitkwam. Datzelfde jaar ging ze eveneens studeren aan de Florida State University en voetballen voor de Florida State Seminols.

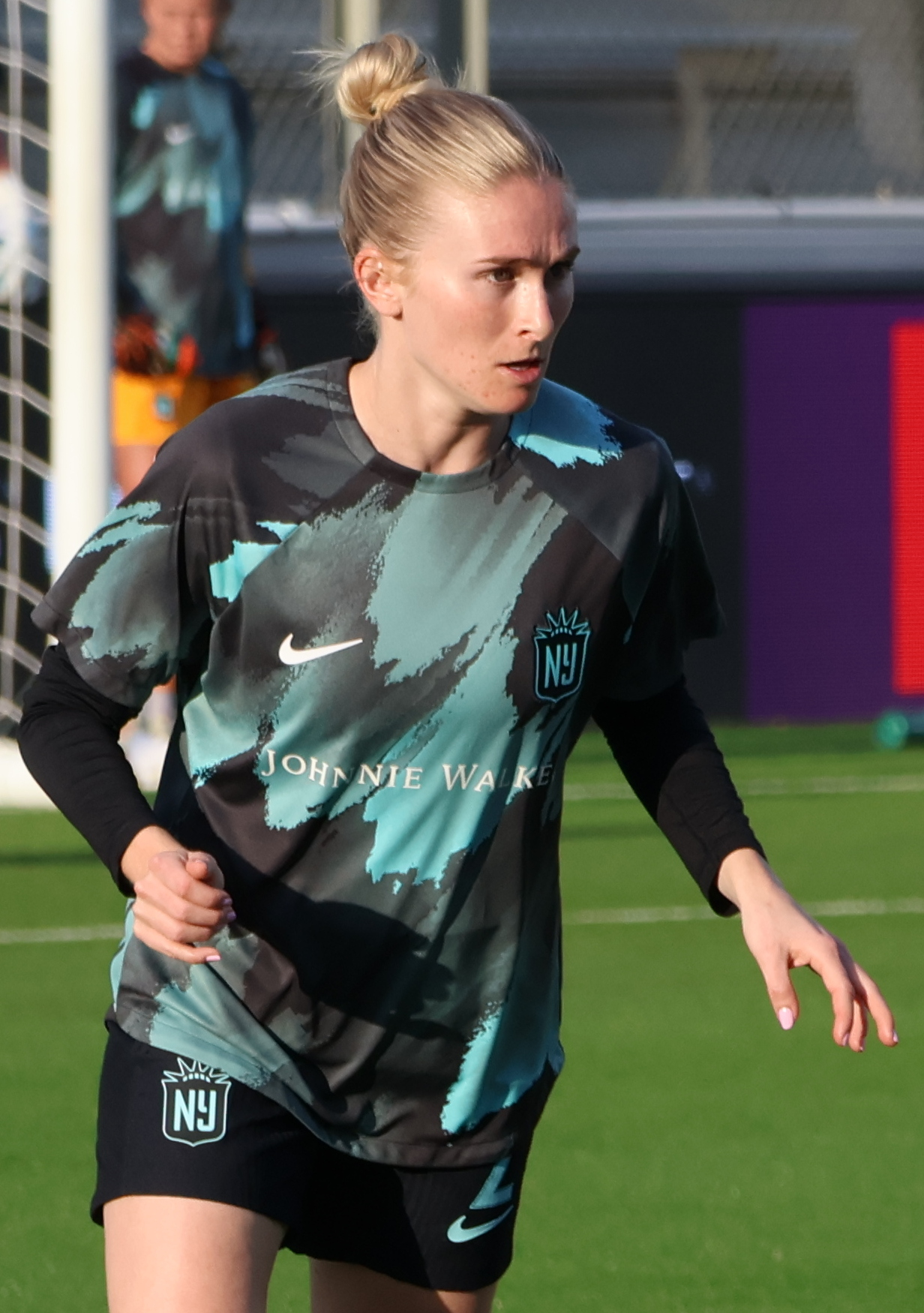
Nighswonger met Gotham in 2024

Op 13 januari 2023 werd Nighswonger door NJ/NY Gotham FC geselecteerd om onderdeel te worden van het team. Ze tekende een driejarig contract bij Gotham FC op 17 maart 2023. Nighswonger maakte haar debuut door in te vallen voor Ali Krieger tijdens de eerste wedstrijd van het seizoen 2023 tegen Angel City FC. Tijdens haar periode in een universiteitsteam speelde Nighswonger voornamelijk als aanvaller, maar hoofdtrainer Juan Carlos Amorós van Gotham FC maakte gebruik van haar als back. Nighswonger kwam in haar debuutseizoen tot twintig wedstrijden, waarin ze in zeventien in de basis startte. Ze maakte drie doelpunten en speelde meer dan 1500 minuten. Door de NWSL werd Nighswonger uitgeroepen tot 'Rookie of the Month' in mei en juli, waarmee ze de enige speelster was dat seizoen die de prijs tweemaal won. Op 8 november 2023 werd ze tot 'Rookie of the Year' uitgeroepen. In het seizoen 2023 kwam Nighswonger in elke wedstrijd in actie en hielp ze haar club aan het kampioenschap op 11 november 2023.
Op 30 januari 2025 tekende Nighswonger een contract bij de Engelse club Arsenal WFC. Ze maakte haar debuut voor de club in een FA Cupduel tegen London City Lionesses op 9 februari 2025 resulterend in een 2-0 overwinning.

## Statistieken
| Seizoen | Club            | Land             | Competitie   | Wedstrijden | Doelpunten |
| ------- | --------------- | ---------------- | ------------ | ----------- | ---------- |
| 2023    | NJ/NY Gotham FC | Verenigde Staten | NWSL         | 23          | 3          |
| 2024    | NJ/NY Gotham FC | Verenigde Staten | NWSL         | 28          | 1          |
| 2024/25 | Arsenal WFC     | Engeland         | Super League | 2           | 0          |
| Totaal  | Totaal          | Totaal           | Totaal       | 53          | 4          |

Laatste update: 27 maart 2025

## Interlandcarrière
Nighswonger werd voor het eerst opgeroepen voor het Amerikaanse nationale team op 30 november 2023 en debuteerde op 2 december 2023 in een 3-0 overwinning op China. Ondanks dat ze werd opgeroepen als middenvelder, speelde Nighswonger haar eerste interland als back tegen China. Ze maakte haar eerste interlanddoelpunt vanaf de penaltystip in een interland tegen de Dominicaanse Republiek vanaf de penaltystip op 20 februari 2024 tijdens de CONCACAF W Gold Cup.
Nighswonger werd opgenomen in de Amerikaanse selectie voor op de Olympische Spelen in Frankrijk. Ze kwam in de eerste vijf wedstrijden als invalster in actie. Nighswonger wist met haar land een gouden medaille te winnen door Brazilië in de finale met 1-0 te verslaan. 